# ゼノギアス
『ゼノギアス』（Xenogears）は、1998年2月11日にスクウェア（現：スクウェア・エニックス） から発売されたPlayStation用RPG。正式なジャンルは「新世代サイバネティックRPG」。
当時スクウェアに籍を置いていたゲームデザイナー・高橋哲哉 （現・モノリスソフト取締役）を主軸としたチームによって制作された。
現在はPlayStation Store（PSストア）のゲームカテゴリ「ゲームアーカイブス」の1つとして配信しており、PlayStation 3（PS3）やPlayStation Vita（PS Vita）でもプレイ可能。
- 2021年7月2日現在、ゲームアーカイブス版を新規に購入するためには、PS3およびPS Vita実機から直接PSストア経由で購入する必要がある。
- 2016年3月31日までは上記2機種に加えて、PlayStation Portable（PSP）から新規に購入して遊ぶ事が可能だった。

## 概要
『ゼノギアス』は同社の『ファイナルファンタジーVII』（以下『FFVII』）とほぼ同時期に開発がスタートしたためか「裏FFVII」とも呼ばれる。『FFVII』のフルポリゴンによるキャラクターと一枚絵の背景とは逆に、フルポリゴンによる背景と一枚絵のキャラクター方式を取っており、これは高橋哲哉の「これ（プリレンダリングCGの背景）だと世界は表現できない」「それで全部3Dに振ったものを作ろう」という意向による。
テレビコマーシャルでは「聖剣伝説が出ない理由、ファイナルファンタジーとは異なる可能性、そして ゼノギアス」というキャッチコピーも使われた。『FFVII』本編でクラウドが魔晄中毒になっている時、「百億の 鏡のかけら 小さな灯火 とらわれた 天使の歌声 ゼノギアス」と呟くシーンがある。このイベントを担当したのは途中で『FFVII』の開発に加わった加藤正人である。
「文化庁メディア芸術祭10周年企画 日本のメディア芸術100選」でアンケートの選択項目のリストに「ゼノギアス」の項目は無かったが、その他にふさわしいと思うものがあれば記入する自由記入欄による「ゼノギアス」への投票数が、エンターテイメント部門の自由記入欄投票の中で3位に選ばれた。また、『週刊ファミ通』の読者が選ぶアンケートでも、発売から数年経ってもランク内に入っていた。同誌の平成のゲーム最高の1本では10位に選出された。また続編を待望するゲームタイトルBEST50では5位にランクインし、2006年から2009年までのゲームアーカイブスのダウンロード数では2位を獲得した。

### 作品の特徴
ストーリーは、比較的多数の伏線があり、臨床心理学、パンスペルミア説、生物学、多くの科学用語、ニーチェ、ユング、キリスト教、ユダヤ教、社会問題、SF、映画、アニメ(特にロボットアニメ)、特撮などの様々な価値観や概念を織り交ぜた構成となっており、それらがストーリーにも深く関係するため非常に難解なものとなっている。またプレイステーション作品でありながら、キャラクターボイスや、クオリティの高いプロダクション・アイジー制作のアニメーションムービーが合計30分以上採用されている。

### その他
- オープニングでの伏線はストーリーが進んでも回収されず、終盤に入り一気に謎が解明される。そのためゲームDisc2では、サウンドノベルのように文章を読み進めていくシーンが続き、プレイヤーが操作するシーンは少ない。このようなモノローグ形式になったのは壮大なストーリーに対する制作期間不足の側面も大きいと考えられている。
- スクウェア作品で初めて声優によるキャラクターボイスを使用し、初めてエンディングテーマにヴォーカル曲を用いた。
  - 「SMALL TWO OF PIECES 〜軋んだ破片〜」（歌 - Joanne Hogg / 作詞 - 加藤正人 / 作曲・編曲 - 光田康典）
- 『ゼノギアス』のゲームシステムには、ギアと呼ばれる人型ロボットが存在し、生身のキャラクターだけではなくギアでも戦闘やダンジョン探索を行う。エンカウント戦闘においては生身の人間vsギアも可能な場合がある。物語が進むにつれてギアに搭乗して行動する機会が増えていく。
- トランプゲームの「スピード」や、「バトリング」と言うギア同士を戦わせる格闘ゲームのようなミニゲームがある。特にバトリングはストーリーにも関わってくる。
- セーブを行うと、進行具合に応じてアニメ作品のようなサブタイトルが付けられる。
- 生身のキャラクターが2Dで、ギアが3Dの構成になっている。

## ゲームシステム

### 装備・能力
- キャラクター
  - 徒手空拳で戦うキャラクターが多いが、武器を装備するキャラクターは武器の装備変更可能。武器によっては特殊効果や属性などがついている。
  - アクセサリは最大3つまで装備可能。防具もアクセサリと同じ枠内で装備することになる。アクセサリによっては、ギアにも効果がある。
- ギア
  - エンジンは出力＝攻撃力と燃料の搭載量に影響する。ギアにはそれぞれ出力係数があり、これにエンジンの出力を掛けたものが攻撃力になる。
  - 素手で戦うギアが多いが、武器を装備するギアは武器の装備変更可能。
  - フレームは、最大HP値に関わる。
  - 装甲は、防御力に影響。
  - ギアとギア用アクセサリには重量が設定されていて、重いギアなら重い装備でもあまり影響を受けないが、軽いギアが重い装備にすると大幅にスピードが下がりターンがなかなか周ってこなくなる。

### 戦闘
- キャラクター
  - 攻撃は、各ターン毎にAPポイント（最大7）以内の組み合わせで攻撃する。
    - 弱攻撃はAP1、中攻撃はAP2、強攻撃はAP3を使って攻撃する。強力なほど命中率は低い。
    - それぞれの通常攻撃の使用回数がカウントされ、レベルと使用回数の条件によって必殺技を覚える。
    - AP7を使う組み合わせの必殺技は、超必殺技とされている。必殺技の使用に制限はないが、必殺技を使うと通常攻撃の使用回数がカウントされない。
    - 使わなかったAPはその戦闘の間だけストックされ、溜めたAPを消費して必殺技だけを連続で繰り出す「連殺」を使用可能。

  - 「エーテル」（キャラによって「気功」や「秘術」など名称は様々）は魔法のようなもので、EPを消費して使用する。
  - ギアに搭乗可能な場所では、戦闘途中にギアに搭乗することも可能。
- ギア
  - 攻撃は、燃料を消費して攻撃する。
    - 弱・中・強の3種類。消費燃料はそれぞれ10・20・30。強力なほど命中率が低い。
    - ギアの必殺技は搭乗キャラクターの必殺技に対応していて、新たな必殺技を覚えることでギアの必殺技も使用可能になる。
    - 攻撃するたびにアタックレベルが1上昇し、最大値は3。アタックレベル1から二連続攻撃が可能になり、アタックレベルと燃料を消費して必殺技が使える。アタックレベルを2以上にするには、攻撃を1回行い連続攻撃をキャンセルすればよい。それぞれのアタックレベルに3つの必殺技が用意されており、必殺技を使ったターンはアタックレベルは上昇しない。
    - 物語がある程度進行すると、アタックレベル3の状態から一定確率でハイパーモードと呼ばれる状態に突入出来るようになる。アタックレベルは∞と表示され、一定ターンの間、強力な超必殺技が繰り出せる。ハイパーモード突入確率はHPが低いほど高くなる。ただし連続攻撃はできない。
    - 人間サイズの敵には必殺技は使えず、踏み潰しなどの攻撃になる。

  - ギアは半永久機関で動いている設定であり、チャージをすると燃料が回復する。燃料の回復量はアタックレベルが高いほど増加する。
  - 「ブースト」を使用すると、毎ターン燃料を消費する代わりにターンが周ってくるのにかかる間隔が半分になる。
  - 「エーテル機関」はエーテルのギア版で、EPを消費して使用する。ギアにはエーテル係数という値があり、これによって威力が増加する。
  - 「特殊装置」は、燃料を大量消費して攻撃や回復などを行う。

## 登場人物
詳細はゼノギアスの登場人物を参照。
フェイ
本作の主人公。重傷を負い、ラハン村に預けられてからの住人だが、過去の記憶は失くしている。自らの暴走によってラハン村を壊滅させてしまい、自身の過去を知るべく旅に出る。
エリィ
本作のヒロイン。ソラリスの住人で将校。自らの出生に疑問を持ち、解明するためにフェイに同行する。
シタン
ラハン村では「先生」と呼ばれる研究者であり医者。ソラリスの人間であることを隠しており、天帝の命によってフェイを監視している。
天帝カイン
エリィが属する「神聖ソラリス帝国」を統べる者。あまりにも長く生き過ぎているため、現在は通常の執政をカレルレンに任せている。
カレルレン
現在ソラリス帝国を事実上掌握する者。自らの望む神を作り出す計画のために世界を利用しようとする。
グラーフ
自らを「力の求道者」と称する仮面の男。世界の闇に潜み暗躍する。
イド
正体不明で謎の男。フェイを「臆病者」と罵る。

## ストーリー
本作では、セーブポイント（メモリーキューブ）やマップでセーブすると順にサブタイトルが付く。これによりストーリーの進捗状況が書籍やアニメののように把握しやすくなっている。詳しくは「#セーブポイントのタイトル」を参照。
前史（オープニングムービー）
一万年前、星間戦争時代。惑星ミクタムの衛星軌道を周回する工業衛星内で開発段階の完全自立型兵器ゼウスが意図せず暴走。工業衛星を破壊し、惑星ミクタムで甚大極まりない被害を齎したゼウスをどうにか停止させた人類は、ゼウスをブロック単位で分解して恒星間移民船エルドリッジに収容。生き残った移民と暴走事故の調査のために他星系に向けて移動を開始する。
しかし、分解保存したはずのデウスは突然再起動し、エルドリッジの中枢システムである航行システムと火器管制システムを占拠。人々の殺戮と人類発祥の星「ロスト・エルサレム」への空間歪曲によるワープの実行を試みるも、艦長が整備用システムを強制始動したことで、阻止に成功。数多のブロックに分解されたエルドリッジは、名も無き惑星に墜落する。
序章～仲間と敵との出会い（DISC1開始～中盤）
創始暦9999年。北の大陸イグニスでは東のキスレブと西のアヴェとの300年にもわたる泥沼の戦争を続く。遺跡で発掘された巨大人型戦闘兵器ギアによる技術解析で戦争を拡大していった両国の戦局は遺跡が多く存在するキスレブが優勢。永きに渡る膠着を憂いたアヴェの王の手でキスレブと和平を実現させつつあったが、高度な科学技術を持ったゲブラーが戦局を五分まで回復させ、アヴェの宰相シャーカーンとクーデターを起こす。
戦火の及ばない辺境の村ラハンで暮らす主人公フェイ。15歳の時に記憶を失い、謎の男性によって村長に預けられた彼は家族の顔どころか己の素性すらも知らずに過ごしていた。
3年後、親友二人の結婚式が迫ったある日の夜。落下した人型巨大兵器を追うギアによって親友の一人が流れ弾で倒れ、ラハンは戦場と化す。。フェイは戦いを止めるため、放置されていたヴェルトールに搭乗するが暴走。敵味方関係なく親友を含めた村そのものを破壊。
失意の中で世界に旅立つフェイは、為すべきことも見出せず、ただ生きているだけの旅で、エリィ（エレハイム）と親密な仲となっていく。また自分の素性を知り、父親を殺したと述べるグラーフとの遭遇や、アヴェの王子バルト（バルトロメイ）と親交など、多くの仲間との出会いを通じてフェイは立ち直り、仲間たちと共に戦争を終わらせるため、ゲブラーの筆頭幹部カーラン・ラムサスとその副官ミァン・ハッワーと幾度も激突。ゲブラーの陰にいる空中国家「ソラリス」の存在に混迷するフェイに、仮面の男ワイズマンは空の国家「シェバト」の武官ウォン・カーンがフェイの父親であることを告げる。
世界の真実～覚醒（DISC1終了まで）
デウスは幾多の惑星を侵略するためにゾハルという機関が組み込まれた自我を持つ戦略兵器である。しかしエルドリッジがこの星に落下した際に大きく損傷。復活するために生み出した生体部品「ヒト」が繁栄し、完全修復できるようになるその時まで眠っていた。そして、原初のヒトとして生み出されたのが、ソラリスを統治する天帝カインとガゼル法院である。
時は流れ、いずれデウスの部品となる運命を変えようとするカインを、「デウスの復活」を目論む法院とソラリスの事実上のトップであるカレルレンはカーラン・ラムサスに暗殺させた。カレルレンは自身の目的のため言葉巧みにガゼル法院にデウスの封印（マハノン）を解かせ、用済みとなった法院のデータを葬り去る。
その後、ソラリスと敵対する「シェバト」と手を組むフェイたちは、マハノンでグラーフと激突。圧倒的な彼の力での前に敗北し、囚われの身となってしまったフェイたちを救出に来たエリィもまたソラリスに連れ去られてしまう。
グラーフに圧倒され、愛する者を守れなかったことでフェイはすっかり無力感に囚われてしまう。そこへ現れたのは、父の友人を名乗る男ワイズマンだった。彼はグラーフの強さの正体が想いの強さであり、フェイにはそれに対抗できるだけの想いがなかったから敗れたと告げた。立ち直ったフェイは仲間たちと共に戦艦メルカバーへと突入。エリィの救出に向かう。そこでカレルレンとミァンからこれまでの真実を聞かされる。
エリィの正体はミァンの上位存在であり、デウスが生み出した半身とも言える存在だった。ミァンもまたデウスの半身であり、世界中の女性がミァンの因子を持つ。つまりすべての女性がミァンになり得る可能性を持っていた。そしてそれは、ヒトに転生したエリィも同様であった。ミァンは恋人であるラムサスを挑発して自身を殺させ、エリィを次のミァンとすることで乗っ取ることに成功する。カレルレンとミァン（エリィ）、そしてフェイたちのギア・バーラーはデウスと一つになり、吸収されてしまった。カレルレンとミァンは、このためにフェイたちを生かしここへ誘導していたのだ。
こうして無力化されたフェイらを置き去りに、カレルレンたちはデウスと融合して姿を消した。
すべてを一つに（DISC2開始～中盤）
暴走したフェイはカレルレンたちを追いかけたが、原因不明の昏睡状態となって仲間たちに保護された。その力を危険視したシェバトの首脳たちは、女王の反対を押し切ってフェイをカーボナイト凍結に処して封印してしまう。だがしかし、突如として目覚めたフェイは凍結を破るとヴェルトール2を駆り、いずこかへと去っていった。実はフェイはゾハルの力を継承した影響で三つの人格を有していた。主人格は深層意識の底に引き篭もって表には出てこず、3年前までは狂気の第二人格である「イド」が現れていた。「フェイ」はその下位人格にあたる。ラハンを破壊したのもこのイドの仕業だった。グラーフが幼少のフェイを狙ってきた際、接触者の力が暴走し、母カレン（実は先々代のミァンに憑依されていた）が犠牲になっていた。このため主人格は深層意識に引きこもり、代わりにイドが表出していた。そこでグラーフは暗殺者としてイドを鍛え上げていたが、憑依する段階になってカーンに阻まれる。イドは敗れ、カーンによって記憶を封印され、そこへ新たなる人格である「フェイ」が生まれた。こうしてフェイはラハンへと預けられた。事実を知ったフェイだが、時既に遅く完全にイドに乗っ取られてしまう。イドは自分を生み出した元凶たる全てを破壊しようと画策。ゾハルの力をより完全なものにするために「原初の地」に安置された「ゾハル」と接触する。ヴェルトールは真紅の機体へと変貌し、駆けつけた仲間たちとワイズマンを圧倒的な力で追い詰める。ワイズマンを見て激昂したイドは、彼こそ父カーンであると見破る。父はグラーフから息子を守れなかったことで「息子に合わせる顔がない」として仮面をつけ正体を偽っていた。一方、フェイもイドの精神に飲み込まれ自分を見失いつつあった。しかし、仲間と父の声によってフェイは己を取り戻し、イドと「主人格」を逆に説得。イドは自分の力が母を殺したことで「全てを破壊することでしか一体感を得られない」と思い込んでしまっていた。しかし、実際には主人格が暴走させた力はフェイを滅ぼすはずだった。母は先々代のミァンに支配されていたが、息子の危機に自分を取り戻し、身代わりとなって命を落としたというのが真相だった。母の愛を知ったイドは改心し、すべての人格は1つに統合され「フェイ」となった。
直後、フェイはイドが持っていた前世の記憶を知り己の正体を知る。フェイの前世は上述した恒星間移民船エルドリッジの唯一の生き残りアベルであり、この星に初めて降り立った人間であった。エルドリッジに搭載されていたシステム「ゾハル」と接触したことで戦略兵器デウスを倒すだけの力を得ており、その力と記憶は「輪廻転生」という形で受け継がれてきていた。そしてエリィ（エレハイム）とは、亡き母親を求めるアベルの精神が反映されたことでゾハルから生まれた存在であった。そのためゾハルと接触した接触者とエレハイムは二人で一つの存在でもあった。しかし、これまでの歴史の中でエリィは幾度となく悲劇による死を繰り返していた。今から500年前に起こったソラリスとの戦いにフェイとエリィの前世は深く関わっていた。この時代におけるフェイの前世はラカン。そしてエリィはニサンのトップに立つ女性ソフィアと呼ばれていた。ニサンはシェバトと共同戦線を組みソラリスの支配から逃れようと戦争を起こしたはずだったが、人々の信頼と尊敬はソフィアに集まりつつあった。これを快く思わなかったシェバトの高官たちは秘密裏にソラリスと取引を行い、ソフィアたちニサンの人々を抹殺しようとした。ソラリスの軍勢に囲まれ窮地に陥ったラカンたちを救ったのは、ソフィアによる捨て身の戦艦特攻であった。死に際にラカンに対して「生きて……」と言葉を残し、彼女は敵の戦艦と共に消え去った。このことから二人の男の人生の歯車が狂い始めてしまう。一人はラカン。自分の弱さがソフィアを死なせたとして異常なまでに力を求めるようになってしまう。彼はデウスの半身とも言える女性ミァンと出会う。ゾハルが安置された原初の地へと導かれ接触するが、精神状態が不安定だったこととソフィア（エレハイム）を失っていたことで不完全な接触となってしまい、ディアボロスと呼ばれる悪魔のようなギアを無数に生み出してしまう。ラカンはそれを率いて世界を滅ぼすことで復讐を行おうとしたが、かつての仲間たちに倒される結果となってしまい、やがて孤独な旅の中で死亡した。しかし「ラカンの怨念」はグラーフとして存在し続け、彼は他者の肉体を奪うことで500年間生き続けてきた。グラーフの正体とは、ゾハルとの不完全接触によって生まれた「ラカンの怒りの人格」であった。そしてもう一人の男はカレルレン。ソフィアの愛に触れ、彼女の寵愛を求めた男であった。ソフィアを失ったことで「神がいないのならばこの手で創り出してみせる」と述べ、仲間たちから離れてソラリスへと身を投じた。己の体にナノマシンによる延命処置を施し、500年もの歳月を生き続けてきた。カレルレンがデウスを求めたのはこういう経緯からだった。そしてフェイは精神世界にて「波動存在」と呼ばれる神に等しい存在と接触。彼はデウス（に組み込まれたゾハルという物質）によってエネルギーとして吸収されてしまい、自由を奪われてしまっていた。デウスを倒し、自分を解放してくれる存在としてアベルに力を授け、1万年近くものの間フェイのことを待っていたと語った。フェイが授かった力とは、「神」が自分をデウスから解放するものとして託した「デウス（ゾハル）を破壊するための力」であった。
決戦（～エンディング）
人格の統合によってフェイはゾハルの力を完全なものにし、真紅の機体は清浄なる白の機体「ゼノギアス」へと変異進化を遂げ、全ての元凶たるデウスを倒し得る唯一の存在となった。父との再会を迎えたフェイだが、突如、父カーンはグラーフへと豹変し襲い掛かってきた。実は3年前、肉体に限界が来ていたグラーフはカーンに憑依しており、その支配が弱まったときだけカーンの人格が表れていた。グラーフはエレハイムとミァンはデウスの代弁者などではなく、デウスの本体であると語る。すべてのヒトの女性は、誰もがミァンの因子を持っている。だからミァンが死ねば即座に代替わりし、新たな女性がミァンとなる。エリィもそういう手段で肉体を支配された。グラーフは完全な力を得たフェイの肉体を奪い、ゼノギアスによってデウスを破壊し、ヒトも消し去り、二度とミァンが生まれることのない世界にしようとしていた。フェイはゼノギアスに搭乗しグラーフの駆る「真ヴェルトール」と死闘を演じ、勝利。フェイは自分が戦っているのがグラーフではなく「父親」であると気づいており、止めは刺さず和解の手を伸ばす。その最中、完全なるゾハルの力を求めたデウスの呪縛によってフェイは吸収されそうになる。だがフェイの前世であるグラーフが庇う形で吸収され、一時的にデウスの呪縛を解くことに成功する。確かにグラーフは「ラカンの怒り」を持っていたが、息子を守り教え導くという「父の想い」も持っていた。彼は最後に、デウスを破壊し、犠牲になった大切な人たちを救ってほしいと「息子」にすべてを託して消え去った。
フェイはエリィを救うべく、そして父との約束を果たすべく仲間たちと共に最後の戦いに赴く。星そのものを兵器に改造するべく惑星と一体化を始めたデウスの内部へと突入。かつての親友から大切な人の行方を賭けた最後の戦いが幕を開けた。フェイはゼノギアスの力を以ってデウスを破壊し、ゾハルこと「神」の解放に成功する。そして、フェイとエリィの愛を試すべくカレルレンが生み出した刺客「ウロボロス」をも撃破。デウスの内に取り込まれたエリィを救出し、更に改心したカレルレンの手助けによりデウスから脱出する。フェイはカレルレンにも手を差し伸べたが、彼はデウスに残ることを選び、異次元へと転移した波動存在と共に姿を消した。ゼノギアスに乗ってフェイとエリィが仲間たちのもとへ帰還するところでこの物語は幕を閉じる。

## 勢力・組織
本作の舞台となっている惑星は空に浮かぶ神聖ソラリス帝国によって、ソラリス本土が真上に存在する小島を中心に4つのエリアに大別されている。北東にアヴェ王国、ニサン、キスレブ帝国が存在するイグニスエリアが。北西には狩猟民族や遊牧民族が多いテランエリア。「教会」本部があり、「多島海エリア」と呼ばれているアクヴィエリアが南西に配し、イグニス大陸から比較的離れた位置の海域で、亡国エルルやゼボイムのマスドライバーがある中規模程度の大陸を中心とするアイリスエリアが南東にある。また、オープニングムービーから、惑星の周りに環があることが確認できる。
なお、年表はエルドリッジ墜落の年を元年とした「創始暦」という年号が一貫して使われている（作中では年号や「今年は創始暦〜年」などの言及や記述は一切登場していない）。

### 神聖ソラリス帝国
本作における黒幕的存在であり、最終的に闘う勢力となる。惑星の赤道上の大気圏上層に浮かぶ国家であり、惑星全体を支配する世界唯一の超大国。帝都は反重力を使った空中都市エテメンアンキ。ゲートと呼ばれる歪曲空間障壁によって守られているため外部からその姿は視認できず、内部では強固な階級社会を維持している。高度な科学技術を保有し、軍事組織である帝室特設外務庁（通称ゲブラー）や地上の表向きは宗教組織である帝室特設教務庁（通称「教会」）を用いて地上にも大きな影響力を有する。なお、国家維持に必要な資源などは「教会」を通じて地上から得ており、労働力に関しても地上人を「教会」が拉致し、洗脳を施した上で第三市民階級（通称「働きバチ」）として働かせているなど経済面で地上に大きく依存している。表面上のソラリスの統治者は天帝カインであるが、実際実権を握っているのは地上人のカレルレンである。

### アヴェ王国
ソラリスの北東に位置するイグニス大陸南部の砂漠地帯に位置する王国。元首は国王で、現在は空位。王都はブレイダブリク。数百年に渡って、北の隣国キスレブ帝国と交戦状態にある。12年前、当時の国王エドバルトIV世はキスレブとの講和を進めていたが、宰相シャーカーンはこれに反対し、武力政変を起こすと、エドバルトIV世を殺害し、政権を奪取した。その後、謎の軍事組織ゲブラーと同盟を結び、その助力を得ると、キスレブとの講和を放棄し、劣勢にあった戦況を五分にまで回復させた。東には砂漠の街ダジルがある。

#### ラハン村
物語の始まりとなる村。イグニス大陸の東端の山の麓にあるキスレブとの国境に近いアヴェ王国ラハン地区の村。フェイが三年間生活していた村でもある。500年前はここに、ラカンが生まれ育った村や、ソフィアが幼少時に療養した修道院があった。

#### 海賊組織
潜砂艦ユグドラシルを駆ってシャーカーンに反抗する旧王国派の勢力。王子のバルトを救出してからは、バルトが率いている。

#### サンドマンズ
砂漠の盗賊。ストーリーには関わらない。

### 宗教国家ニサン
アヴェの北、キスレブの西に位置するニサン正教の宗教国家。古代人が大昔に隕石が落ちた場所に湖を建設した地、カテドラルなどがある。アヴェとは血縁関係もあり友好を結んでいたが、シャーカーンが実権を握ってからは絶縁状態となった。現在のニサン正教の教義はソフィアがつくったものであり、かつてのニサン教はエーテル能力者崇拝から始まり、信仰が広まって国政を左右するようになった、いわばカトリックに似た宗教形態であった。

#### 500年前のニサン
ソフィアの改革後、シェバトの技術、ファティマ兄弟の商隊、ソフィアの教えなどによって多くの人が集まり巨大な勢力になっていった。

### キスレブ帝国
ソラリスの北東に位置するイグニス大陸北部に位置する軍事国家。帝都はノアトゥン。以前は教会の下部組織「委員会」が牛耳っていたが、現総統になってからは放逐されてバトリング運営を行うのみの「B委員会」になっている。ノアトゥンではギア同士が対戦するバトリングが開催されている。

### シェバト王国
空に浮かぶ都市国家。王都はアウラ・エーペイル。かつてはバベルタワーの頂上に位置していた。バベルタワーはエルドリッジの先端部が大地に刺さったものであり、この巨大な遺跡の設備の使用と解析によって、500年前のシェバトはソラリスと対抗できる程にまで発展していた。メルカバー起動後の混乱の間に南方の雪原地帯に墜落し、アジトとして使用された。

### タムズ
サルベージャーの海上都市として機能している巨大な船。アクヴィエリアには他にも大小様々な多くのサルベージ船の勢力がある。

### 教会
各大陸にも支部を持ちアクヴィエリアに中央教会がある。救済の名目で難民を集めたり、ギア整備の工房、発掘、ウェルス退治など活動内容は幅広い。その正体はソラリスの下部組織。

#### ビリーの孤児院
ビリーが自宅を改造して個人的に経営する孤児院。地下にはレンマーツォが格納されている。

### エルル
イグニス大陸の南に位置する大陸にあった国。ここに住む人種は能力が高い。ソラリスに反抗的だったために粛清されることになった。その際に現れた謎の男イドと赤いギアがソラリスとエルルの双方を滅ぼしている。この時、ラムサスもイドに倒されたため凄まじい敵対意識を持っている。また、エレメンツのドミニアの出身国である。

### 原初
エルドリッジ墜落後の十数年間。1万年前のエピソード2にあたる物語の時代。カインたちアニムス原体はヒト原種を生み出し、ヒトは幾何級数的・爆発的に産み増えていき、カインは自らを神として崇めさせ、ヒトを支配した。

### ゼボイム
エルドリッジ墜落から約6,000年後、本編から約4,000年前のエピソード3にあたる時代。エルドリッジの遺跡の発掘・解析が進んで高度に発達していた文明。終盤に訪れる事が可能な遺跡は、本作品発売当時の新宿がモデル。文明としてはピークに達してはいたが、ゼボイムのヒトには遺伝子的欠陥が蔓延しており、平均寿命は30代、先天的に子を為す能力がないヒトも多かった。また、世界情勢的にもいつかは自滅する可能性が高かった。やがてデウス復活の材料に不適と判断したミァンが核戦争を引き起こし、全人口の90%の命を奪って文明を滅ぼした。そのため、地殻変動が発生し、海底プレートが大きく動いた他、逃走した実験動物の繁殖により、チュチュをはじめとするヒト亜種の母体が誕生する。ミァンがヒトを滅亡させてふるいにかけ生き残りから再スタートさせるのはこれが3度目（1度目は原初の人種、2度目はゼボイムの前の文明だが具体的なことは不明）。

## ギア、及びゼノギアスに登場する機械兵器
ゼノギアスのギア及び機械兵器の一覧を参照

## 設定・用語
ヘブライ語や、イスラエルの地名、ユダヤ人の生活習慣などから由来する言葉が多い。

### オープニング時代の登場勢力・組織・惑星
ロスト・エルサレム
居住不可能になった地球の事。人類誕生の地だとされている。西暦の時代に地球で、古い地層からゾハルが発見された。OPでの「本星」とはネオ・エルサレムではなく、ロスト・エルサレムを指す。
ネオ・エルサレム
居住不能に陥った地球を捨てた人類が新たに移り住んだ惑星。星間戦争時代の主星。ゼノサーガにおいては「フィフス・エルサレム」（5番目の主星）が主星として登場する。
星団連邦政府
50万もの惑星が集い連邦制で形成された国家。星間戦争が起こっており、プロジェクトゾハルを推し進めていたと思われる。年号はT.C.(Transcend Christ)を使用（エルドリッジ墜落当時の年代はT.C.4767年）。
巡礼船団
古代宗教信仰者による放浪船団。巡礼船団の博物運搬船からゾハルを発見・徴収したことによりプロジェクトゾハルが始まる。発見したのは考古学研究者"ら"（「ら」が強調されていたのは、考古学研究者ではない何者かの存在があった事が設定資料集にてうかがえる）。
なお、ゼノサーガにも巡礼船団という用語が登場するが、こちらは人類に敵対する謎の生命体「グノーシス」を指す。
超大型恒星間航行船エルドリッジ
搭乗者：シゲヨシ・イノウエ造兵特務大佐他
垂線間長：100キロメートル
最大幅:42キロメートル
常備重量：270億トン
民間企業の有する移民計画用のフィラデルフィア級恒星間航行船2番艦。暴走後分解されたデウスのパーツと、デウスによって壊滅的被害を受けた移民惑星及び周辺の衛星やコロニーの生存者120万人を収容。オープニングで警告と共に閉じるシャッターのひとつひとつが1個の居住コロニーとして機能しており、内部に街が存在しているのが見える。デウス移送のために軍に徴収されており、平時と違ってブリッジ要員の8割を軍人が占めている。艦を構成する部品はブロックごとに切り離し可能な換装式になっており、艦長はそれを全て強制的に分離させることでデウスに支配された艦を墜落させた。超長距離を航行する移民船は小規模国家クラスの存在であるため、敵性勢力に備えてそれなりの武装を持っている。また軍の兵器輸送任務に徴収されているため、軍備は拡張され、軍の兵器も搭載されていた。
モデルは、1943年にアメリカ海軍によって行われた不可視化実験「レインボー・プロジェクト（通称、フィラデルフィア計画）」に使用されたとされる駆逐艦エルドリッジより。
中央ブロック マハノン
エルドリッジの中央コンピューターやブリッジなどに該当する中枢部。中央電脳"ラジエル"には、星間戦争時代のエルドリッジの科学技術からデウスやゾハルに関する資料まで膨大なデータベースが納められている。ヒトが触れるのを避けるため、カインやガゼル法院がゲーティアの小鍵を発動した時に浮上するようにして沈めた。デウスもマハノンに搭載されているが、コア部分はマハノン内の別の場所で殻にこもったサナギのような状態になっており、戦闘になる半化石化したデウスは兵器としての能力が残った抜け殻にすぎない。
プロジェクトゾハル
ゾハルを事象変移機関として実用化する計画。一度は事故により惑星を消滅させるも、生体電脳カドモニを組み込むことにより完成した。
ゾハル
太古の昔、ロスト・エルサレムで発見された物体。地球に生命が誕生した頃の地層から発掘され、宇宙創生とほぼ同時期より存在している。地球時代には異常磁気物質(MAM)と呼ばれ様々な実験が行われ、生命誕生の源や宇宙誕生の源ではないかという説もあった。巡礼船団から徴収された事で地球時代から5000年の時を経て研究再開。可能性事象をエネルギーへと変移できることから半永久機関として使われるようになり、事象変移機関という名も付けられた。やがて事象変移機関の理論を実現に移すプロジェクトゾハルが進められることになったが、暴走して一惑星が消滅するほどの惨劇を引き起こす。生体電脳カドモニを組み込むことによって実用化可能になり、同時期に完成したデウスシステムの統御と動力に使われることになった。デウスとの連結起動実験の際、確率0の事象要求を受けたゾハルは可能性事象を時間軸と平行に傾け続け、時間の始まりから終わりまでを内包する高次元との接点「セフィロートの道」を開き高次元の波動を取り込んだ。障壁はスレイブジェネレーターのエネルギーで作るものではなく、ゾハルが事象変移を起こした際にできたものを障壁発生ジェネレーターに与えている。
オメガ1
デウス本体の事。
アルパ1
ゾハル(MAMとカドモニ)の事。デウス本体の統制と稼動エネルギー源を生み出す役割がある。

### デウスシステム
波動存在
高次元の波動。宇宙が始まる以前の無の空間を占めている波。ビッグバンにより波動が拡散すると宇宙が生まれる。デウスとゾハルの連結起動実験において四次元宇宙に波が零れ落ち、三次元物質であるゾハルに取り込まれた。降臨した波動は連結起動実験を見ていた少年アベルの観測によって定義付けられた。アベルの母への回帰願望によりゾハル内の生体素子のプログラム「エレハイム」にアベルへの母性を持った波動存在の意思が宿り、波動はゾハルという三次元物質の肉体の檻に閉じ込められ、高次元への帰還を果たそうという波動存在の望みは接触したアベルに託された。このため接触者とエレハイムとミァンは、ゾハルを経由せずに事象変移が可能。
恒星間戦略統合兵器デウスシステム
星間戦争を終結に導くために開発された戦略級兵器システム。生体兵器デウスと戦略制圧艦メルカバー、及びデウスが生産・制御し破壊活動やメルカバー防衛を行う大量の機動端末兵器群で構成される自動戦闘システムで、生体電脳カドモニがシステム全体を統括する。また事象変移機関ゾハルを動力源としているため活動に限界がない。ゾハルとデウスシステムの連結起動実験中、両機構が暴走。実験が行われた惑星ミクタムの工業衛星を破壊し、更にミクタムに降下して破壊活動を行い甚大極まりない被害が発生させた。その為、デウスを数部位に分解し、生存者120万人と共に恒星間移民船エルドリッジに載せ、事故原因を調査すべくある星に向かわせていたが、デウスが再起動しエルドリッジのシステムを掌握した為、艦長の判断によりエルドリッジは墜落することになった。
生体兵器デウス
デウスシステムの戦闘の司令塔。生体電脳カドモニの命令の範囲内で自律行動して機動端末兵器群を制御する。またデウスそのものも惑星を壊滅させるほどの戦闘能力を持つ。ほとんどが生体パーツでできており、ゾハルからエネルギー供給を受け、有機物・無機物を取り込んで自己修復や機動端末兵器の生産を行う。また学習機能を持っており成長・進化により能力を向上させる。完全体では、デウスの高次元エネルギーが非物質ながら目に見える形となり端末の役割を果たせるようになっており、4つあることから四柱神と呼ばれる。それぞれの名称はハールート、マールート、メタトロン、サンダルフォン。成体になったデウスは両手首から突起が伸びており、左側には悪魔、右側には天使の姿をした攻撃端末がついている。
デウスとはラテン語で「神」を意味する言葉。
恒星間戦略制圧母艦メルカバー
デウスシステムを搭載する母艦。恒星間移動が可能。障壁<ゲート>による防御フィールドと主砲と機動端末兵器群により防衛要塞としての戦闘能力も持つ。ソラリスとシェバトの大戦時にガゼル法院が建造したメルカバーはソフィアが乗るエクスカリバー1番艦の特攻により墜落。カレルレンがソラリス北西のテランエリアに建造したメルカバーはカレルレンの研究所もそのまま組み込んであり、ラムサスを培養した場所などもある。ユグドラシルIVとエクスカリバー2番艦により沈黙したかに見えたが、星そのものを取り込んで惑星サイズの機動要塞になろうとした。
メルカバーとはヘブライ語で「天の車」と言う意味であり、『ゼノサーガ エピソードI』のラストダンジョンである天の車もメルカバーに似た形状をしている他、「プロト・メルカバー」の別名を持つ。
機動端末兵器群
デウスが生産・制御して破壊活動とメルカバーの防衛を行う大量の機動兵器。エルドリッジで運搬されていたデウスシステムの機動端末兵器群の残存していたものの一部が、ゾハルと不完全接触した接触者ラカンの手により起動、世界を蹂躙してディアボロス軍団と呼ばれた。ソラリスはこれらにヒトを加工した生体部品を加えて、より高性能な機動端末兵器群を作り出すM計画を画策する。復活後のデウスシステムで用いられた機動端末兵器はエーテルが使えるように進化したヒトとナノマシンを材料にした為、エーテル能力と強力な自己修復機能を持ち、アイオーンと呼ばれる。アイオーンの戦闘力は初期型機動端末兵器より遥かに高く、それぞれ1体1体がギア・バーラー級の戦闘能力を持つ。アイオーンの姿は材料となったヒトの意識が影響している。
ディアボロスはギリシャ語で「悪魔」、アイオーンは古代ギリシア語で「ある期間の時間（時代や世紀、人の生涯など）」をそれぞれ意味する言葉。
障壁〈ゲート〉
絶対客観空間による防御フィールド。戦略制圧艦メルカバーに応用されていた。ゾハルが可能性事象を傾けた際に、ある瞬間の空間が事象の傾きによって時間的厚みを持ったもの。敵適性が存在しない瞬間が瞬間後にまで厚みを持って留まっているため、この空間には干渉も侵入も不可能。ソラリスはこれを応用してソラリス本土を隠し、歪曲空間によって地上をいくつかの地域に分断した。ソラリス本土が墜落後、陸地が増えたように見えるのは障壁で分断された地域と普通に行き来可能になった為。ゲートキーパーと呼ばれる装置を使えば障壁を突破できる。また、重力干渉によって時空に干渉すれば突破可能。スタインのアルカンシェルが使ったエーテル障壁と障壁<ゲート>は別物。また空間への干渉を利用することにより目隠しするだけでなく、ワープなどにも応用が可能。
スレイブジェネレーター
デウスシステムの兵器で使われていたジェネレーター。ゾハルにエネルギーを要求して供給を受ける。ヒトの文明はこれを発掘して利用しているので、ギア・アーサーは間接的に機動端末兵器群のレプリカと言える。
生体電脳カドモニ
ゾハルの瞳の部分に埋め込まれたゾハル制御とデウスシステム統御を行う生体コンピュータ。デウスはカドモニの選択範疇内で自律行動する。論理演算を行うフラーレン素子と不確定演算を行う生体素子の二院合議制で構成される。生体素子はアニマ、アニムス、ペルソナで構成され、生体素子維持プラントなども備わっている。
アニマの器
ゾハルの子機的機能を果たす生体電脳カドモニの生体素子。不安定なゾハルを補って安定させる。アニマの器と融合した機動兵器はスレイブジェネレーターの他にアニマの器によるゾハルへのアクセス権を得て出力が上昇する。また精神感応方式で稼動して、装甲などの構成物質にも変化がある。ダン・ヨセフ・ガド・アシェル・ゼブルン・ユダ・ディナ・ルベン・シメオン・レビ・イサカル・ナフタリの12個がある。
アニムス
生体電脳カドモニの生体素子。主に兵器管制などを行う。また近接防衛が必要なときはアニマとアニムスが機動端末兵器と融合して、デウスの強力な近接防御用端末になる。全てのアニマに対応して全アニムスを統括するアニムス1個と、それぞれ別個のアニマに対応した12個の計13個のアニムスがある。カインとガゼル法院たち13人のアニムス原体は13個のアニムスからミァン・ハッワーによりヒト型に作り変えられた。アニムスはアニマやスレイブジェネレーターと違ってゾハルにアクセスする機能を持たない。
ヒト
デウス復活の部品となるため原初の時代に作られた構築人種（スファラディー）。アニムス原体を元に生体素子維持プラントで多くのヒト原体が作られて繁殖によりヒトが増えていった。ヒトはゲーティアの小鍵発動によって本来の部品としての機能に適したスファル人に変異するようできている。また福音の刻までにデウスが復活できない場合は、ヒトを部品として復活する計画そのものを失敗とみなして、ゾハルの信号によって全人類が崩壊して滅びるようタイムリミットも組み込まれている。本来はアニムス同様にゾハルにアクセスする機能を持たないが、ヒトの中にはいつしかゾハルからエネルギーを得てエーテルを使える者が現われるようになった。アニムスである原初のヒトから作られたためアニムス因子を持っているが、500年前の崩壊の日以降、滅びかかった人類を存続させると共にガゼル法院の肉体に調整するための高いアニマ同調率を持つヒトを作るために、再度アニムス因子がヒトに組み込まれている。
ペルソナ
カドモニのメイン素子。フラーレン素子との合議制ではあるもののデウスシステムの意思決定の中核。開発経緯は謎が多い。接触によりアベルの母への回帰願望に決定付けられた波動存在の意思が宿り、基幹プログラム「エレハイム」の中に接触者への母性を持つ。波動存在の意思が宿ったペルソナはバイオプラントにて女性型に生成された。デウス修復プログラムである「システムハッワー」によりミァン・ハッワーとして起動。生体素子維持プラントでアニムス原体とヒト原体を作ったのち、プラント内に戻って命令遂行の為のミァンと、接触者の対存在としてのエレハイムに自らを分化させた。ミァン・ハッワー自身の肉体は始まりの地の生体素子維持プラント内に残されている。ヒトの女性は基本的に全員ミァン化の因子を備えており、ミァンが死ぬと誰かがミァンとして記憶も引き継いで覚醒してデウスのより良い復活というプログラムを遂行する。
福音の刻（ふくいんのとき）
デウス自己復元プログラム終了の時。
1. デウス復活計画のタイムリミットによるプログラム終了。その時を迎えると計画失敗として、事象変移が起こって全てのヒトが消滅してしまう。具体的な期限はゲーム中および諸々の設定資料には記述されていないが、ガゼル法院は年月を重ねすぎたことを気にしており、もはや時間がないとも言っている。
2. デウス復活によるプログラム終了。デウスは復活した後、ヒトがいずれ障害にならないように滅亡させる。

### その他
アーネンエルベ
ドイツ語で「遺産」を意味する言葉。劇中では、人々と共に新たな地平へと進む来るべき神の人、を意味する。
1. デウスの肉体となることを期待される人種。期待にそぐわない場合はミァンがリセットをかけており、2度のリセット後にあたるゼボイムの人々は第三期アーネンエルベ種と呼ばれた。大戦時の人々は第四期、ゲーム本編の人々は第五期にあたる。
2. カインの思想で、接触者がその力でヒトを運命から解放するのではないか、と考えてそう呼ぶ。

刻印
1. 思考統制プログラム「刻印＜リミッター＞」
  - カレルレンが開発したナノマシン。脳内分泌物質をコントロールして、ヒトの肉体的能力を制限すると共に、ソラリスへの畏敬を抱かせる。また500年前の大戦の記憶を薄れさせる効果もある。リミッターはナノマシンの自己増殖により子孫にも受け継がれて機能する。リミッターだけでは効果が薄らぐ可能性があり、ソラリスではリミッターを強化するナノマシンを含んだ缶詰食品がウェルスから作られている。実際、肉体的に優れたヒトは自然にリミッターが外れてしまう。リミッターが外れてもソラリスに対する心理的な恐れは残りやすく、劇中では実際にリミッターを外す処理をするというプラシーボ治療的な効果で心理的リミッターを外した。

2. 刻印攻撃
  - ソラリスの下部組織「教会」が用いる特殊なエーテル。

3. 遺伝的リミッター
  - ヒトは遺伝的にカインに従うようにできている。

パーソナルデータ
人間の脳神経部分。死後、保管して機械と融合させて生前の記憶を持った人格データとして再生可能。
DK1200
ソラリスのバーチャルアイドル。旧型にDK950が存在する。
設定資料集には、カレルレンの部下であるテンポウの名前が誤植でDK1200になっていて、DK1200の解説が載っていない。
バーチャルアイドル伊達杏子がモチーフ。

## セーブポイントのタイトル
Disc1
1. はじまりは、山奥の村ラハン
2. 谷をこえ、ひとり山道をゆけば
3. つかの間の平穏 山頂の家にて
4. 夜道で見た！ 闇にふるもの
5. 旅立ち 樹海にのがれて・・・
6. 出会い 緑の森の少女
7. 緑の静寂をやぶるもの
8. 森をぬけて、王国アヴェ領土へ
9. とまどい 砂漠の街ダジル
10. 襲撃！ 熱砂のシャチ
11. 脱出、大鍾乳洞！ 地底の隠者
12. 海賊アジト 戦う理由、死ぬ理由
13. 潜入、王都のアヴェ！ 偽りの王
14. 王都アヴェ 嵐を呼ぶ大武会
15. 再会マルー ファティマ城脱出
16. マルー救出！ 一路ニサンへ
17. やすらぎの都 ニサンの聖母
18. アヴェ奪回作戦！ 決死の反撃
19. 緋の鬼神 悲しみは熱砂の海に
20. 囚われの鳥 キスレブ帝都
21. めざせ、バトリングの勇者
22. 地下水道の悪夢 闇をはうもの
23. 倒せ、無敵のバトラーキング
24. 侵入ギアドック 地に落ちた英雄
25. 粛清！暗夜に舞う死の影は
26. キスレブ脱出 秘密兵器を奪え
27. 脱出イグニス めざせ新天地
28. 漂流 星空の海にただよえば
29. 大海原のタムズ、海の男の心意気
30. 再会 昨日の友は今日の……
31. 敵の手に落ちて 裏切りの代償
32. ねらわれた艦 ラムサス急襲！
33. 少年司祭 我らがために祈り給え
34. 安らぎ 海流のなかの孤児たちと
35. 波よ聞け、死霊のわらう船
36. 信仰 炎の海で焼かれよ、我が魂
37. 古の声がいざなう 海底遺跡へ
38. 深海にねむる少女 魂の在処
39. バベルタワー 天にとどく道
40. 天空のシェバト 風の歌を聴け
41. 侵入者！ 格納庫で待つものは
42. シェバト襲撃！ 父の遺産
43. 砂漠の王 守れ、ニサンの微笑み
44. 第一のゲート マルーの祈り
45. 第二ゲート バベルの輝きは
46. 暗き海の底 第三のゲート
47. 天上の楽園 ソラリス潜入！
48. 逃避行 なつかしのわが家
49. 孤独な狼 闇の底をかける
50. 疑惑 死のカレルレン研究所
51. 脱出！誰がために君は泣く

Disc2
1. 撃墜！！ 大樹海に消えて
2. 反撃開始！！ 刻印を打ち破れ
3. 星よ知る、我らが魂の器 前編
4. 星よ知る、我らが魂の器 後編
5. 天帝暗殺 マハノン浮上！！
6. 追放されし者、神の楽園に帰る
7. 失われし約束の地
8. 君が呼ぶ 哀しみのメルカバー
9. はるかに遠き 夢の形見は…
10. 堕ちた星 めざめよと呼ぶ声あり
11. 全ての始まりにして終わりなる者

## 制作スタッフ
- 高橋哲哉 （＊） ： 監督・脚本・フェイス着彩・エピローグ作詞・声の出演(群集)
- 田中弘道 ： プロデューサー・バトルプランニング
- 加藤正人 ： イベントプランナー・企画・演出・エンディングテーマ作詞
- 種子島貴 ： イベントプランナー・設定考証
- 田中香(嵯峨栗生;Clio Saga) （＊） ： シナリオ・キャラクター原案・キャラクターデザイン -ゼノサーガ制作では「嵯峨空哉」の名前で参加
- 田中久仁彦 （＊） ： キャラクターデザイン・フェイス原画
- 寺田努 （＊） ： NPCキャラクター&モンスターデザイン
- 臼田忠泰 （＊） ： NPCキャラクター&モンスターデザイン
- 石垣純哉 （＊） ： ギアデザイン
- 小倉良則 ： メカデザイン
- 光田康典 （＊） ： 作曲・編曲
- 吉井清史 ： メインプログラム
- 樋口勝久 ： バトルプログラム
- 杉本浩二  ： カーネルプログラム・バトリングオブジェクトプログラム
- 本根康之 （＊） ： 美術監督・マップテクスチャー
- 新井孝 （＊） ： 美術設定・マップデザイン
- 相場良祐 ： マップデザイン
- そえたかずひろ ： フェイス原画
- こあ乱蔵 ： フェイス着彩

協力
- 北瀬佳範
- 松野泰己
- 野村哲也
- 渡邊典子(渡辺典子) ： 声の出演(群集、マリア) - スクウェアの広報スタッフ
- 塚本聡 - スクウェアのデザインスタッフ
- 濱田弘之（浜田弘之） - スクウェアの3Dモデル動作スタッフ

エグゼクティブプロデューサー
- 水野哲夫
- 武市智行
- 坂口博信

プロダクションマネージャー・宣伝プロデューサー
- 野村匡 （＊）

オープニングムービー
- オムニバスジャパン
- 原戸洋一 ： プロデューサー
- 傅田京子 ： プロダクションマネージャー・声の出演(群集)
- 指宿太郎 ： スーパーバイザー・声の出演(群集)
- 土田政明 ： ディレクター・声の出演(群集)
- 佐藤充孝 ： デザイン

アニメーション・ムービー
- Production I.G：制作
- 真下耕一 ： 演出・絵コンテ
- 鈴木雅也(スクウェア)：絵コンテ
- 村田俊治 ： 作画監督・キャラクターデザイン・原画
- 石垣努 ： 美術監督
- 田中英行 ： 音響監督（エンディングでは誤植で田中秀幸になっている）
- 森下成一 ： 撮影監督・撮影
- スタジオディーン ： 原画
- BeeTrain ： アニメーション制作

コンピューターグラフィックスムービー
- 白組など

（＊）を付けた人物はゼノサーガシリーズの制作に携わった人物

## 続編
100万本売れれば続編を出す予定だったが売り上げ本数は89万1675本（1998年内の通常版についての国内売上。週刊ファミ通調べ）だったため続編の話は立ち消えとなった。当時の副社長、鈴木尚によると、当時のスクウェアでは経営側より開発側の発言力が大きくなっていたとのことで、開発部門のトップであった坂口博信の意向により開発資源がハリウッド映画『ファイナルファンタジー』製作に集中していたことも、その要因となっている。

### ゼノサーガシリーズとの関係
『ゼノギアス』は、エンディングにおける「Episode V」の表示が示す通り、15,000年にも亘るストーリー構想の中の一つという設定で製作された。公式設定資料集によると「三部作6エピソード」で構成されており、「Episode I」から「Episode VI」と銘打たれ構成されている。しかしその後、杉浦博英や高橋哲哉など、中核となっていたクリエイターが『ゼノギアス』の続編制作の可否、経営方針の違いからスクウェアを退社して、モノリスソフトをナムコの出資の元で立ち上げる。その後の関連作は『ゼノサーガシリーズ』としてナムコ（後のバンダイナムコゲームス）から発売されることになる。結果、『ゼノサーガ』は『ゼノギアス』における世界設定や用語の多くを踏襲、引用するものの、権利関係の障害などから、一度解体して再構築をしたものである。
『ゼノサーガ』はエピソードI〜エピソードIIIまであるが、それらはすべて『ゼノギアス』におけるXenogears Episode I（本編の1万年以上前の過去）に相当する設定構想を元に、設定を新しく再構築したとされる。つまり本来であれば下記の構成になるはずであった。なお、『ゼノサーガ』には『ゼノギアス』のキャラやギアに酷似したキャラクターやメカ（グノーシス）などが登場する。EPIIIは特にそれが顕著である。
- 第1部
  - Xenogears Episode I：星間戦争時代（ゼノサーガEpI・ゼノサーガEpII・ゼノサーガEpIIIに相当）
- 第2部
  - Xenogears Episode II：原初の時代（本編の1万年前）
  - Xenogears Episode III：ゼボイム文明（本編の4000年前）
  - Xenogears Episode IV：ソラリス戦役（本編の500年前）
  - Xenogears Episode V：ゼノギアス本編
- 第3部
  - Xenogears Episode VI：ゼノギアス本編よりも後の時代

2020年に高橋哲哉はゼノギアス6部作の件について質問された際に「僕が生きている限りはいつか、答えを出したいなとは思っています。」と回答している。

### ゼノブレイドシリーズとの関係
2007年にモノリスソフトはナムコから任天堂の子会社となり、ゼノブレイドシリーズは任天堂発売へと更に移行している。ブレイドとストーリーの関連性はないとされているが、世界の成り立ちに関しては含みを持たせている。
クラウスという科学者がゲート（ゾハルに類似した物体）を利用した相転移実験を行った結果、元の世界は破壊され、一部は新たに作られた別次元に飛ばされた。クラウス自身も半身は別次元に飛ばされ記憶を失う。それぞれのクラウスが創造主となって再構成したのが『ゼノブレイド』『ゼノブレイド2』の世界（『2』の方が元の世界である既知宇宙）となっている。
更に2018年にコトブキヤからモノリスソフト完全監修の元発売されたプラモデル『ゼノブレイド2 セイレーン』に付属している設定資料から、ゲートは「21世紀初頭、とある大学の研究員がアフリカにて発見した。永久機関の磁気異常物質である」と明かされた。
前提知識を持たないプレイヤーでも楽しめるようにという任天堂の意向もあり、過去の「ゼノ」シリーズにあった用語の使用は控えめになっている。

## 関連作品

### ゲームソフト
- 『Xenogears ゼノギアス』 （1998年2月11日 / スクウェア）
- 『スクウェア ミレニアムコレクション ゼノギアス ウォン・フェイフォンver.』 （2000年11月30日 / スクウェア）
- 『スクウェア ミレニアムコレクション ゼノギアス エレハイム・ヴァン・ホーテンver.』 （2000年11月30日 / スクウェア）
- 『Xenogears ゼノギアス』（PS one Books版） （2001年12月20日 / スクウェア）
- 『チョコボの不思議なダンジョン』 （1997年12月23日 / スクウェア）
  - 旧スクウェアのゲームソフトの紹介ムービーや強いセーブデータなどが納められた「不思議なデータディスク」にゼノギアスの体験版が収録されている。
- 『スクウェア メモリーカードデータコレクション』 （2000年11月 / デジキューブ）
  - 旧スクウェアのゲームソフトの強いセーブデータなどが143種類納められたプレイステーション用CD-ROMが付属。ゼノギアスの種々のセーブデータも収録。
- 『よい子とよいおとなの。PlayStation 体験版 Vol.1』（1997年 / SCE）
  - ラハン村襲撃までが体験プレイでき、クリア後はユグドラシル、ニサン、シェバト等のムービーが見られる。シタン家まではバルトとエリィが飛び入りで仲間入りする。なお、フェイは全必殺技を修得済であり、指弾はギア用を使用する。また、製品版の伏線を張っている為に話のつながりが若干おかしい部分もある。

### ゲーム関連書籍
- 『ゼノギアス・メモリアルアルバム THOUSANDS OF DAGGERS』 （デジキューブ）ISBN 4-925075-27-6
  - メインストーリーの全台詞と、その場面のゲーム画面を掲載。ただしパーティメンバーによって台詞が異なる場面でも、1パターンしかない。また操作可能な時に話しかけた会話は、メインストーリーに関わるものも掲載されていない。
- 『Xenogears PERFECT WORKS 〜the Real thing〜 スクウェア公式 ゼノギアス設定資料集』 （デジキューブ）ISBN 4-925075-32-2
  - 設定画やギアの説明のほか、ゲーム内に出なかった設定も多く掲載されている。デジキューブ倒産以降は絶版状態が続いており、オリジナル版の入手は困難を極めている。
2014年4月10日[11]に復刊ドットコムを通して完全復刻再版され、価格5000円（税抜）ながら短期間で2万4000部を完売した[12]。
- 『ゼノギアス ガイドブック』 （デジキューブ） ISBN 4-925075-21-7
  - 簡単な設定やゲーム解説などが載ったガイドブック。設定資料集では切れている人物像（着彩されたバストアップのイラスト）の腹より下が切られずに掲載されている。ヴェルトールのペーパークラフトが付属。
- 『ゼノギアス 完全攻略本 Vジャンプブックス ゲームシリーズ』 （集英社） ISBN 4-081080-76-3
  - 唯一の攻略本。設定資料に載っていない設定も載っているが、誤植や設定ミスも非常に多い。
- 『ゼノギアス ポストカードブック』 ISBN 4-925075-19-5
  - ポストカードのほかに、設定資料集よりも詳細にヴェルトールの設定や初期案が言及されている。

### コミック
- 『Xenogearsコミックアンソロジー』 (著：嵯峨栗生、相沢美良、柳由紀、斎藤コーキ、きづき未来、草薙明、越智善彦、ほか / ムービック) ISBN 4896013999
  - 準公式とされる嵯峨栗生のイラストには「Hyuuga Aquvae」（ヒュウガ アクヴィ）と題して水軍の青い制服を着たシタン及びそれぞれのカラーのエレメンツの制服を着た旧エレメンツメンバーが描かれている。またコミック「LIQUID SKY」ではソラリスが描写されている。
- 『Xenogears4コマコミック』 （著：結城心一、ほか / ムービック）

### 小説
- 『ゼノギアス 神屠る物語〜序章』 (著:日下部匡俊、イラスト:森下直親/集英社) ISBN 4-08-703068-7
  - ゼノギアス本編の3年前。遺跡に安置されているORヴェルトールを求める新たな肉体を得たばかりのグラーフと、遺跡を狙う発掘屋、グラーフと行動し遺跡を狙うキスレブ軍、遺跡にあるナノマシンウィルスを調査するソラリス人科学者といった小説版オリジナルキャラクターの物語が描かれる。地名にはゲーム本編に使用されなかった公式設定が使用されているが、小説内容には公式設定との食い違いも見られる。

### 楽譜
- 『楽しいバイエル併用 ゼノギアス オリジナルサウンドトラックス』 （ドレミ楽譜出版社）

### 音楽関連
| 発売日         | タイトル                                                              | 規格品番                        | レーベル               | 備考 | 最高位 |
| -------------- | --------------------------------------------------------------------- | ------------------------------- | ---------------------- | --- | ------ |
| 1998年3月1日   | Xenogears Original Soundtrack                                         | SSCX-10013                      | デジキューブ           | ゼノギアスの使用曲+フィールド曲に歌を付けたオープニングテーマ曲（ゲーム内未使用）を収録した2枚組。                                     | ー     |
| 1998年4月22日  | CREID                                                                 | SQEX-10046                      | スクウェア・エニックス | 光田康典自らが10曲を選んだアレンジアルバム。                                                                                           | ー     |
| 2001年6月20日  | SQUARE Vocal Collection                                               | SSCX-10052                      | スクウェア・エニックス | スクウェアゲームのヴォーカル曲を集めたコンピレーションアルバム。『SMALL TWO OF PIECES～軋んだ破片～』が収録。                          | ー     |
| 2010年9月15日  | SQUARE ENIX BATTLE TRACKS Vol.2 SQUARE 1996〜1998                     | SSCX-10200                      | スクウェア・エニックス | スクウェア・エニックスの発売するゲームの中で戦闘シーンの楽曲をオリジナルのまま収録したコンピレーション・アルバム。『死の舞踏』が収録。 | ー     |
| 2011年2月23日  | -MYTH- The Xenogears Orchestral Album                                 | SQEX-10230                      | スクウェア・エニックス | オーケストラアレンジ版。全14曲。 | 17位   |
| 2011年2月23日  | -MYTH- The Xenogears Orchestral Album                                 | SE-M0004 （アナログレコード）   | スクウェア・エニックス | オーケストラアレンジ版。全14曲。 | 17位   |
| 2011年9月7日   | SQ Chips                                                              | SQEX-10248                      | スクウェア・エニックス | コンピレーションアルバム。『風が呼ぶ、蒼穹のシェバト』が収録。                                                                         | 179位  |
| 2011年11月23日 | Cafe SQ                                                               | SQEX-10276                      | スクウェア・エニックス | コンピレーションアルバム。『組曲ゼノギアス』が収録。                                                                                   | 134位  |
| 2014年5月28日  | SQ SWING                                                              | SQEX-10434                      | スクウェア・エニックス | コンピレーションアルバム。『やさしい風がうたう』が収録。                                                                               | 109位  |
| 2018年4月4日   | Xenogears Original Soundtrack Revival Disc - the first and the last - | SQEX-20048                      | スクウェア・エニックス | リマスタリングされた96khz/24bitのハイレゾ音源をBlu-rayディスクに当時のゲーム内映像と共に収録。                                         | 20位   |
| 2018年10月24日 | Xenogears Vinyl - SHINKAKU -                                          | SQEX-10684 （アナログレコード） | スクウェア・エニックス | リバイバルディスクやアレンジCD『CREID』『MYTH』の楽曲を収録。                                                                          | 101位  |
| 2019年3月13日  | Xenogears 20th Anniversary Concert - the beginning and the end -      | SQEX-20063                      | スクウェア・エニックス | 2018年4月に舞浜アンフィシアターにて開催された『ゼノギアス』生誕20周年記念のコンサートの模様を収録。                                    | 7位    |
| 2020年9月24日  | Symphonic Memories Concert - music from SQUARE ENIX                   | SQEX-10809〜10                  | スクウェア・エニックス | カルッツかわさきで行われた『Symphonic Memories - music from SQUARE ENIX』で演奏された交響曲アレンジが収録。                            | ー     |

### その他
『週刊ザ・プレイステーション』の読者コーナー「箱崎えれめんつ」には、不定期連載で設定資料集にも載っていない原画（掲載レベルに達しない線画にデジタル修正をかけたとの事）や設定などが掲載されることもあった。また雑誌『電撃PlayStation』にも設定資料集に掲載されていない設定が載ることがあった。
公式との線引きが曖昧なものとして、嵯峨栗生(Clio Saga、田中香、嵯峨空哉)による同人誌やウェブページ（閉鎖・移転に伴いコンテンツ消滅）に、ゲームや設定資料集であまり補足されていないキャラクターの話や詳細設定が掲載されたこともある（シグルドの母シャリーマやビリーの母ラケルの描写、シタンの死んだ兄弟たち、メイソン卿の経歴など）。
また、『ゼノギアス』のストーリーには、元々『FFVII』製作初期段階に複数存在していたストーリー原案のうちの一つの要素を含んでいる。高橋哲哉の案をボツにした坂口博信は高橋哲哉に、『FFVII』ではなく別のゲームを開発するように勧めた。開発チームは既に『クロノ・トリガー2』チームとして発足していたチームだったが、高橋哲哉の『FFVII』案を採用した開発コードネーム「Project“NOAH”」（後のゼノギアス）に変更され、開発担当には当初のスクウェア開発旧3部（聖剣伝説シリーズなど）や開発旧4部（クロノ・トリガーなど）から参加したスタッフの他に、当時『FFVII』を開発中だったスクウェア開発1部からもプログラム2本柱のうちの1本やグラフィックチームの温存戦力が開発チームに参加した。ゼノギアス開発終了後、加藤正人の希望により製作された『クロノ・クロス』との多くの類似はスタッフの重複だけでなく当初は『クロノ・トリガー2』だった事も関係している。初期案では牧歌的な内容であり、またその後、500年前を舞台にしたストーリー（エピソードIV）と今作のストーリー（エピソードV）の2本立てが考えられていた時期もあった。